# 魁北克省
魁北克省是位于加拿大东北部的一省。据加拿大统计局2021年数据，全區人口为8,501,833人。魁北克官方语言為法语，北美的法语人口主要集中在此。首府魁北克市，最大城市蒙特利尔。
魁北克是加拿大第二大的一級行政區，僅次於努納武特；在西與安大略省、詹姆斯灣以及哈德森灣接壤，北接哈得遜海峽與昂加瓦灣，在東與聖劳伦斯灣、紐芬蘭-拉布拉多省和新伯倫瑞克省相鄰，南鄰美國的緬因州、新罕布夏州、佛蒙特州以及紐約州，並與努納武特、愛德華王子島以及新斯科細亞共享海上邊界。
魁北克是加拿大人口次多的聯邦行政區，僅次於安大略省，多數居民住在鄰近聖劳伦斯河的都市-蒙特婁以及魁北克市，其中魁北克城也是魁北克首府，英裔人口大多居住西部的蒙特利尔，現在加蒂诺以及加斯佩半島地區也有相當多數的英裔人口，位於北方的北魁北克大區則占據該行政區大半部的領土。

## 詞源與邊界變遷

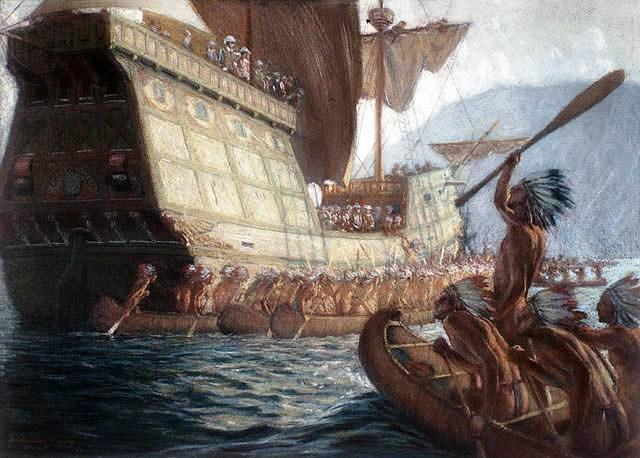
薩穆埃爾·德·尚普蘭發現新法蘭西，位於今日的魁北克市

魁北克（Québec）這個名稱源自於阿爾岡昆語詞彙「kébec」，意指河川收窄之處，傳統上是指魁北克城的周圍地區，亦即聖劳伦斯河收窄至兩岸皆面臨懸崖的地域。早期該詞也有其他的拼法例如：Québecq（Levasseur, 1601）和Kébec（Lescarbot, 1609）。法國探險家尚普蘭在1608年選擇了Québec為法屬殖民地新法蘭西行政中心的稱呼。該地通常也有「美麗之省」（法语：La belle province）的意涵。
七年戰爭結束後，英法兩國於1763年簽訂《巴黎和約》，法國將法屬加拿大割讓予英國，英國並於同年公佈《1763年皇家宣言》，正式成立魁北克省；這份諭令規定全省限縮於聖劳伦斯河的河畔。英國再於1774年通過《魁北克法案》，將魁北克的範圍延伸至包括五大湖、俄亥俄河河谷和魯珀特地區（Terre de Rupert）的南部，大致恢復該省在法國管治時期的邊界。美國獨立戰爭結束後，英美在1783年簽訂的《巴黎條約》約定把五大湖區以南的領地劃為美國所轄。在1791年的《憲法法案》頒布後，魁北克省一分為二，分別為下加拿大（今日的魁北克）和上加拿大（今日的安大略省），這兩個領地都可以選舉出自己的議會。1840年英國國會通過聯合法案，上加拿大改稱西加拿大，下加拿大改稱东加拿大，兩者並統編成加拿大聯合省。1867年後這兩處地區又改稱魁北克和安大略，他們成為加拿大建國的最初四個省份。
1870年加拿大向哈德遜灣公司購買魯珀特地區，在未來的數十年間加拿大國會把這塊土地的部分範圍續劃進魁北克的領地內，使其擴張到原先領地的三倍。1898年國會通過魁北克邊界擴張法案，使其在北方的邊界延伸至原住民的居住地，隨後在1912年的擴張法案中把昂加瓦地區（District de l'Ungava）劃進魁北克使住在極北方的伊努特人居住地被劃進魁北克，也造成今日魁北克的邊界。1927年英國樞密院司法委員會為該地與紐芬蘭-拉布拉多間的邊界劃定界線；魁北克政府至今仍駁斥這次邊界的劃分。

## 地理
魁北克占地广袤，是加拿大第一大省（连同地区计则仅次於努纳武特），面积约为中國广东省的十倍。區内大部地区人口稀少。魁北克超过90%的地区位于加拿大地盾。北部广阔，极少有人居住。魁北克位于加拿大东部，西接安大略省和哈德逊湾，东邻大西洋诸省，南部与美国接壤（缅因州、新罕布什尔州、佛蒙特州和纽约州），北部直抵北冰洋。
國内最大的水电工程建立在（大河）上。极北处属极地和副极地气候，有部分因纽特部族居住于此。
人口最稠密区域在南部的圣劳伦斯河谷，首府魁北克城和蒙特利尔均处于此。蒙特利尔北部为劳伦斯第安区，是地质年代久远的山区，东部为阿巴拉契亚山脉，一直延伸到东城和加斯佩地区。加斯佩半岛向东伸入圣劳伦斯湾。位于南部的圣劳伦斯河谷和北部的加拿大地盾是魁北克最主要两个地形区并且两地区差异十分大。

### 水文

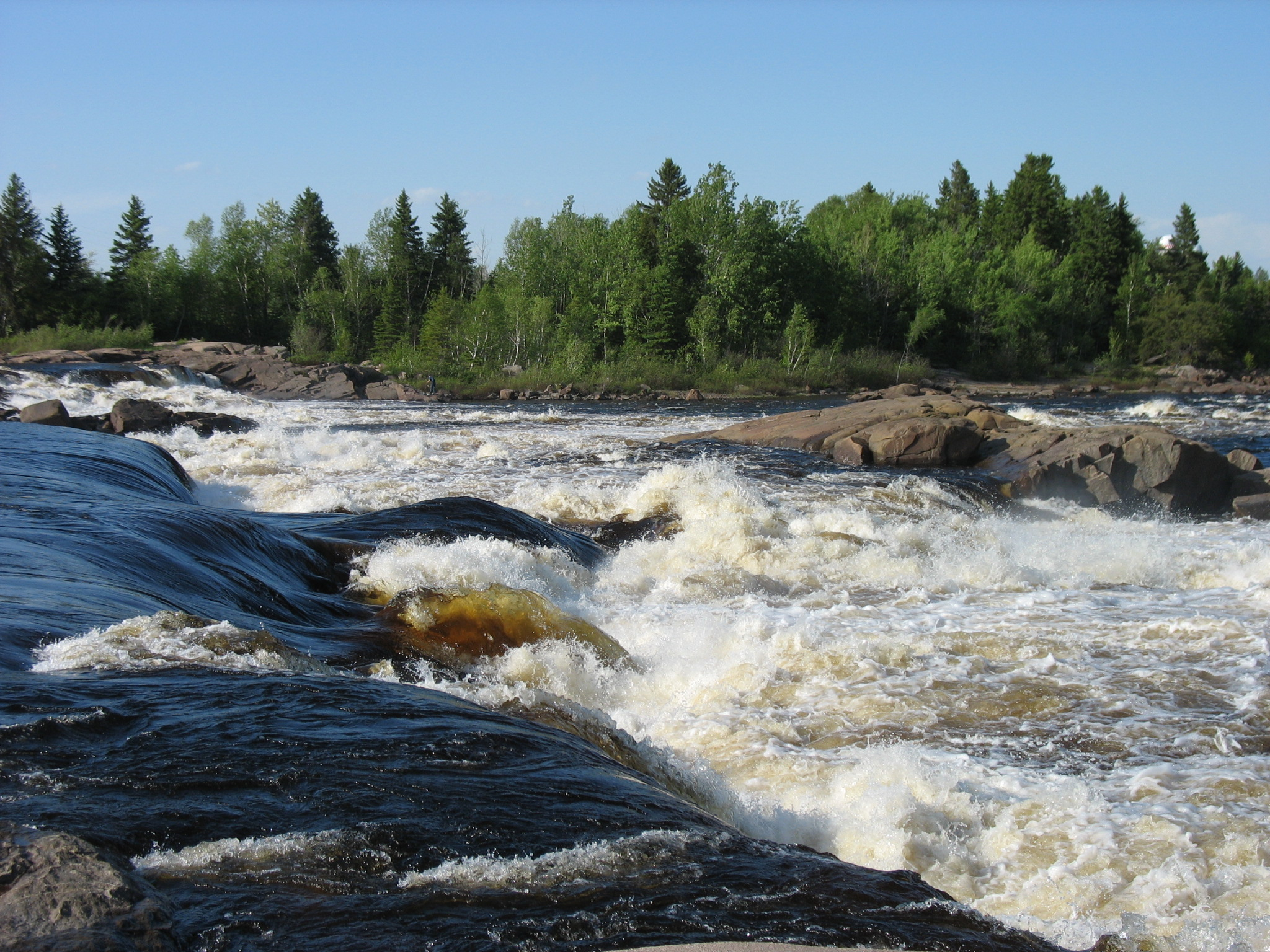
米歇尔峽谷，位於魁北克萨格奈-圣让湖地區（Saguenay–Lac-Saint-Jean）的圣费利西安市（Saint-Félicien）阿舒阿普穆舒安河（Rivière Ashuapmushuan）

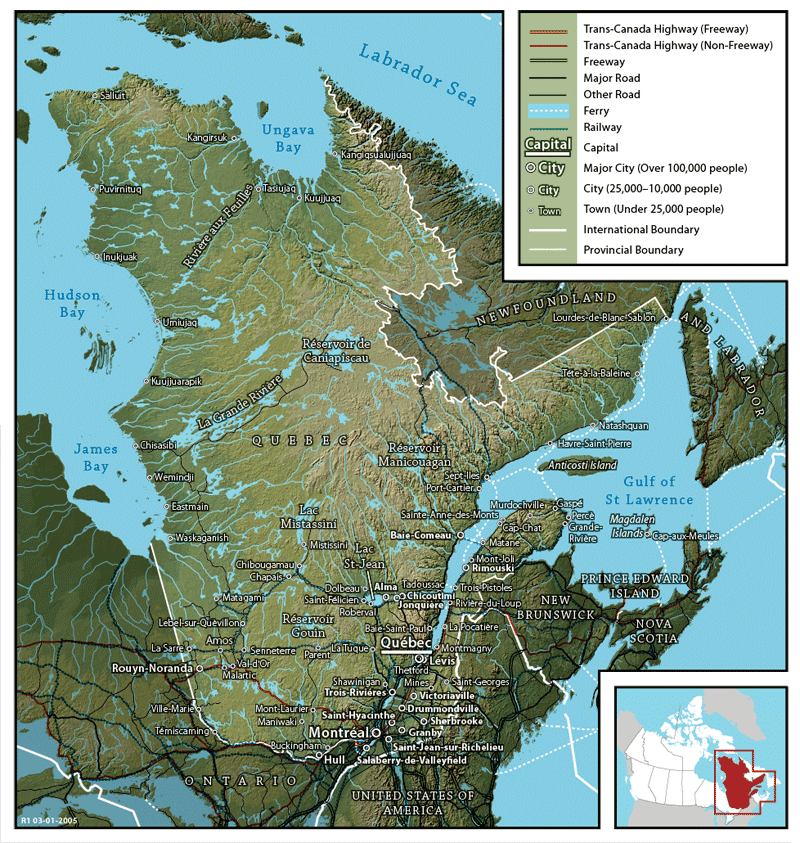
魁北克地形地图

魁北克為世界上最大的淡水供水區之一，涵蓋當地12%的表面，並擁有3%的可再生淡水而當地址居住0.1%的魁省總人口，超過五十萬個湖泊，至少30個湖泊大於250平方公里，大約4,500條河川都流往貫穿聖劳伦斯河注入大西洋、經詹姆斯灣（Baie James）、哈德遜灣以及昂加瓦灣（Baie d'Ungava），最大的島嶼坐落在卡尼亞匹斯科水庫（Réservoir de Caniapiscau），其為詹姆士灣計畫的項目之一並且帶來水力發電，米斯塔西尼湖（Lac Mistassini）則是魁北克最大的湖泊。
世界上流入大西洋的河川中，擁有最大港口的就是位於聖劳伦斯河的蒙特利爾（魁北克最大的城市）、三河市以及魁北克城（魁北克首府），他們銜接北極海與北美內部，因此成為17世紀到18世紀法國早期在美洲殖民的基地。1959年聖劳伦斯海道成為連接五大湖區和大西洋的捷徑。魁北克市東北也就是聖劳伦斯河的出海是世界上最大的海灣，該處蘊藏豐富的鯨魚、魚群以及海鳥。該河流入聖劳伦斯灣，海底資源促使魚夫以及小型港口在下聖勞倫斯、北岸以及加斯佩半島地區之興盛。這個區域成為魁北克在數個世紀的發展歷久不衰，與此同時殖民者在各地特所資源豐富的河川，例如阿舒阿普穆舒安河（Rivière Ashuapmushuan）、绍迪耶尔河（Rivière Chaudière）、加蒂诺河（Rivière Gatineau）、马尼夸根河（Rivière Manicouagan）、渥太華河（Rivière des Outaouais）、黎塞留河（Rivière Richelieu）、鲁珀特河（Rivière Rupert）、萨格奈河（Rivière Saguenay）、圣弗朗索瓦河（Rivière Saint-François）以及圣莫里斯河（Rivière Saint-Maurice）。

### 地志
魁北克的最高峰为迪贝维尔山，海拔为1,652米。该山脉坐落于该省东北部与纽芬兰与拉布拉多的边界处的托恩盖特山。魁北克人口最为稠密的地区为圣劳伦低地，它从东北部延伸至该省西南部的沿着圣劳伦斯河的河岸到魁北克城的一些地区。该区域北部为劳伦斯山脉，东南部为阿巴拉契亚山脉。

### 植被

魁北克植物區系圖

魁北克因該省地質及氣候影響進而產生多樣性的植被，這些地區從最北到最南依次是：苔原、寒溫帶針葉林、加拿大北方森林、溫帶闊葉混合林和落葉林。
在昂加瓦灣和哈德遜海峽的周圍為苔原並覆蓋了魁北克超過24%的面積，其植物區系僅限於能在-8°C 的年平均溫度下存活下來的低矮地衣植被，每年更只有不到50天的生長天數 。再往南，氣候有利於寒溫帶針葉林的生長，並因位在加拿大地盾副極地地區的關係使得該植被不像苔原那樣乾旱，其特點是植物（共600種）和動物（共206種）物種數量更多，其中許多都全年生活在此，寒溫帶針葉林覆蓋了魁北克總面積的20％。
加拿大北方森林為魁北克最大之植被包含了加拿大地盾和五大湖-聖羅倫斯低地，共覆蓋魁北克高達27％的面積，並由於較暖和的氣候使得生物多樣性也使之提高，因此大約棲息著850種植物和280種脊索動物 。溫帶闊葉混合林為加拿大北方森林和落葉林之間的過渡區，覆蓋了魁北克約11.5%的面積為洛朗蒂德、紹迪耶爾-阿巴拉契亞和東聖羅倫斯低地的植被特徵，由於其過渡帶的性質，儘管溫度相對較低，該地區仍包含多種棲息地，擁有大量植物（共1000 種種）和脊索動物（共350 種種）物種棲息。落葉林由於其年均溫高於7°C的氣候，使該地區擁最高有的物種多樣性，包括1600多種維管植物和440種脊索動物；更因該區含有將近200天的生長季以及肥沃的土壤使其成為魁北克的農業活動中心，因此更成為魁北克城市化的中心，使得約占魁北克6.6%總面積的聖劳伦斯河岸具集了該省的大部分人 。

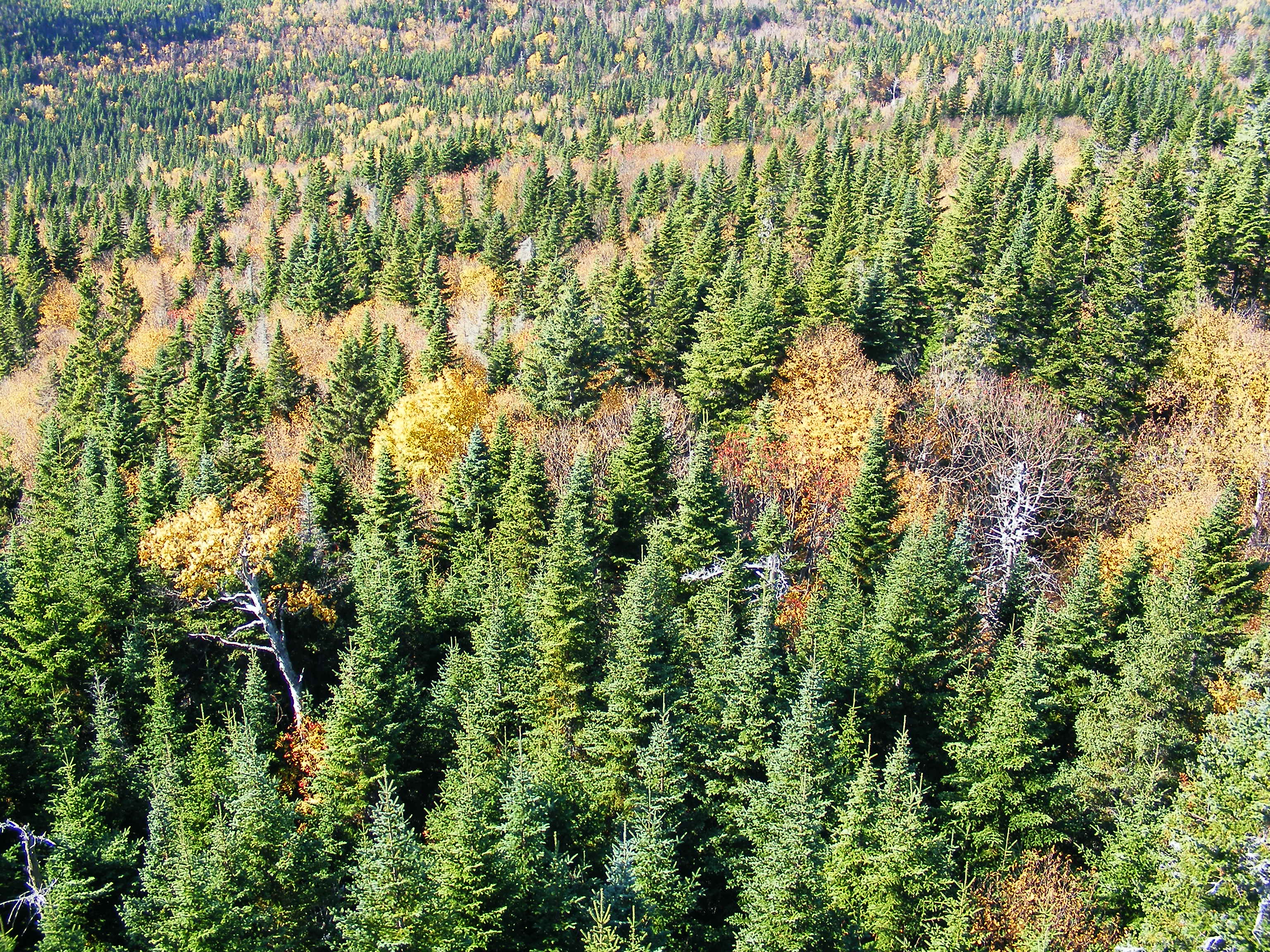
魁北克加斯佩的針葉林

魁北克的森林總面積估計為750300平方公里。從阿比蒂比-泰米斯卡曼格到北岸森林主要由針葉樹組成，如膠冷杉、白雲杉、黑雲杉、北美短葉松和北美落葉松。沿著聖劳伦斯斯河向南前進會開始出現些許落葉樹，例如黃樺。在南聖羅倫斯低地的落葉林地區主要由落葉樹種組成，如糖楓、北美紅橡、美國榆樹、北美椴樹、灰葉胡桃、北美白梣、北美紅楓、心葉山核桃和北美山毛櫸以及些許針葉樹如北美喬松和北美香柏。而顫楊、北美花楸和北美白樺則廣泛分佈在魁北克半數以上的地區。

## 歷史
“魁北克”这个名字源于美洲原住民語言，原义是峡湾。原住民用此词来指现魁北克市处圣劳伦斯河口处。圣劳伦斯河从西流至此地豁然开阔。
最早来此地的欧洲探险家是雅克·卡蒂亚（Jacques Cartier），他于1534年到达加斯佩地区，1535年航入圣劳伦斯河。

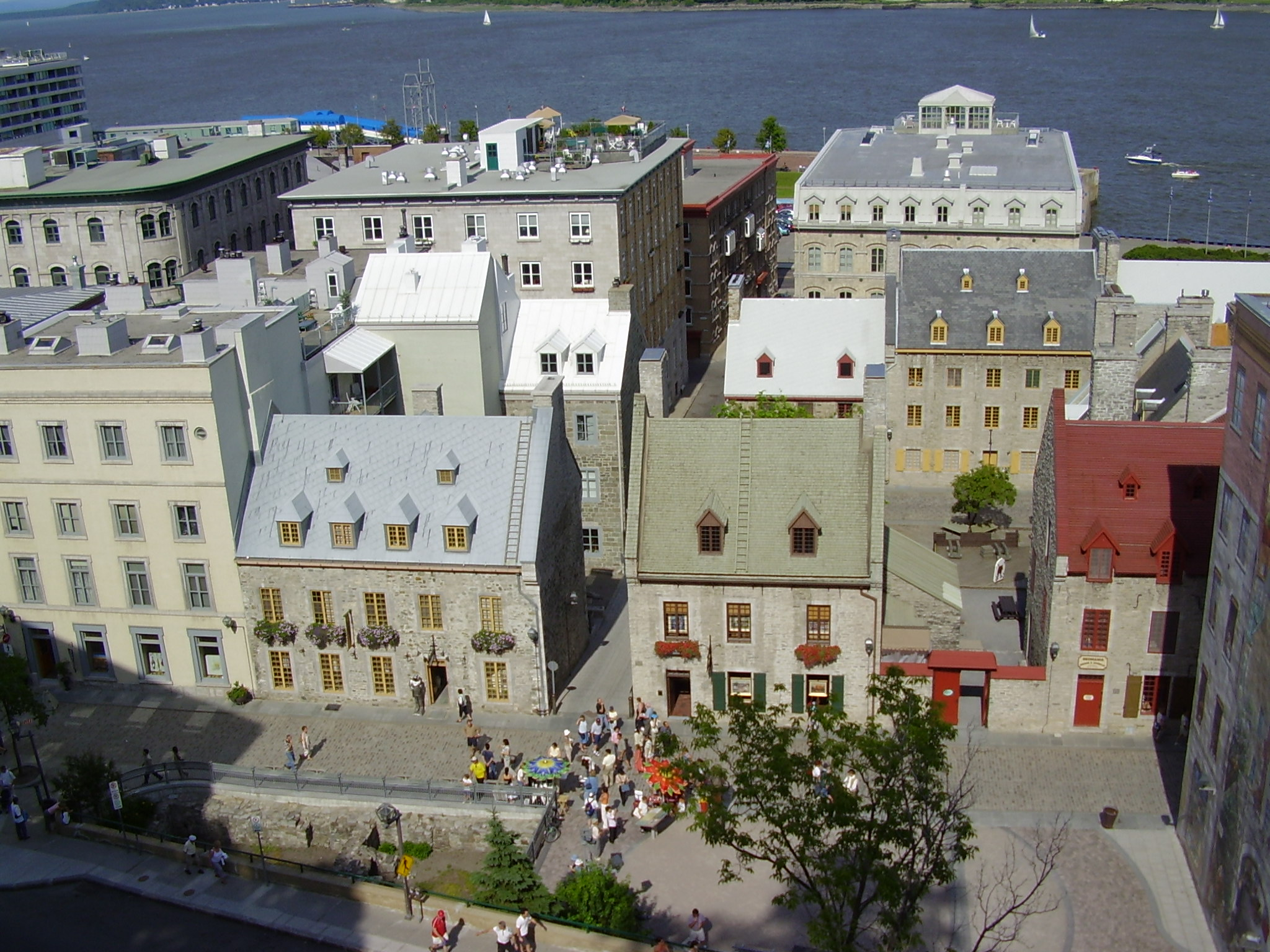
魁北克市

1627年后，法王路易十三下令，除罗马天主教外的移民不得在新法蘭西定居。此举保证殖民地的教育和福利都掌握在教会的手中。1663年新法兰西成为王室直属，由让·塔隆管辖。
1763年，英国同法王路易十五签署巴黎条约，法国放弃新法兰西以换取继续拥有西印度群岛的瓜德羅普。英国人将加拿大（当时新法兰西的一部分）改名为魁北克。
1774年英国议会通过《魁北克法案》，该法案确保魁北克地区的法语和法国文化不受威胁。这个法案还允许魁北克保留法国的欧陆法系和整个法律体系，同时也保障宗教自由。罗马天主教得以保留。
美国革命后，很多英裔保皇党涌入加拿大，改变了人口构成。为此，1791年宪法法案以渥太华河为界，将原有的殖民地分成两块。西部为上加拿大，改用英国法律系统，东部为下加拿大，维持原状。
1841年英国政府将上下加拿大併为加拿大省。1867年加拿大省与另两个英属殖民地新不伦瑞克和新斯科舍合并为加拿大联盟，而加拿大省本身却又分成安大略和魁北克两个部分。
1944年至1960年，在天主教会的支持下，莫里斯·迪普莱西领导国民联盟实现长达16年的保守派执政期。皮埃尔·特鲁多和其他自由派知识分子对杜普乐斯保守黨政府的批评为让·勒萨日和魁北克自由党所领导的寂静革命奠定基础。1960年代的寂静革命导致魁北克社会和政治格局的巨大变化。罗马天主教會影响迅速衰落，魁北克水电公司被国有化，政府從天主教會手中取回對教育和醫療的控制，于此同时，瑞内·勒维克（René Lévesque）领导的魁北克獨立运动也开始抬头。
1960年代，恐怖主义组织“魁北克解放阵线”实行长达十年的反政府行动。1968年他们绑架英国贸易专员克罗斯和魁北克劳动厅厅长拉波特，拉波特数日后被害。
1977年，勒维克领导魁北克人党赢得大选，独立形势日益加重。勒维克颁布《法语宪章》（又称101法案）。此法案确立法语在魁北克作为唯一官方语言的地位。至今，魁北克各地所有标志一律由法语标明；此法案仍倍受争议。
1980年，全省就主权问题在举行第一次全民公投，选民中60%的魁北克人投票反对。
1995年10月30日魁北克第二次关于独立问题的公投再次未被通过，这一次，双方选票非常接近（50.6％反对对49.4％赞成）。

## 政治
魁北克省督是国家元首查理斯三世在該地區的代表。魁北克省省長（Premier ministre）由議會多數黨領袖擔任。魁北克议会是以西敏制為基礎的一院制，名為“魁北克國民議會”（Assemblée nationale du Québec）。受法國殖民時期的影響，魁北克的司法系統使用歐陸法系，而非普通法，也是北美唯二使用歐陸法系的地區（及美國路易斯安那州）。
魁北克獨立運動在政壇扮演了要角。现执政党為支持魁北克民族主义和魁北克自治的魁北克未來聯盟，最大反對黨为反對魁北克獨立和支持加拿大聯邦體系的魁北克自由黨；魁北克人黨則倡導建立魁北克獨立的國家主權，並曾分別於1980年以及1995年針對獨立舉行公投，但兩次公投均未獲通過。2006年11月，時任加拿大總理的史提芬·哈珀在加拿大國會提出魁北克邦國化動議，承認魁北克為加拿大的一個“邦國”（nation）。活躍於加拿大聯邦政壇的魁人政团也來自於魁北克。

## 经济

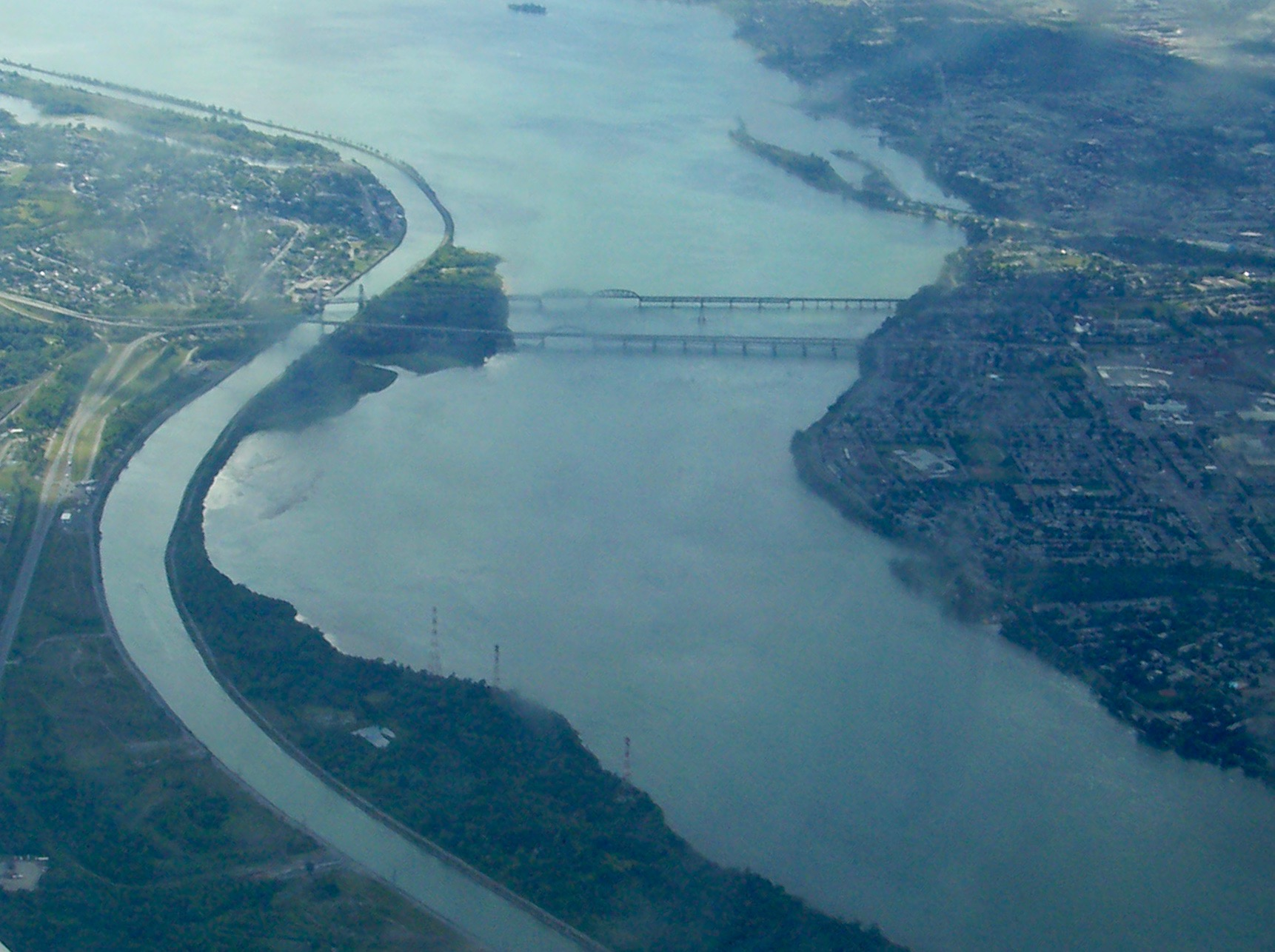
聖勞倫斯河

圣劳伦斯河是魁北克经济的命脉，著名的圣劳伦斯海道连接了大西洋和五大湖区。圣劳伦斯河谷是富饶的农业区，盛产奶制品、水果、蔬菜和牲畜，河谷以北多针叶林，河流湖泊众多，因而纸浆、造纸、林业和水电也是該省重要的经济活動。魁北克也有豐富矿产资源，以铁、铝及贵金属矿为主，采矿业主要集中于北岸地区和阿比蒂比-蒂米斯坎明格地区。總部位於加拿大铝业集團是加拿大最大的铝矿公司，2007年全球采矿业巨头力拓集团收购加拿大铝业公司后，该公司成为全球最大的铝业公司。
航空航天和制造业在魁北克也有重要地位，运输设备巨头庞巴迪公司、航天设备商加拿大航空电子设备集团等公司皆来自魁北克，而世界重要的航空航天组织如国际航空运输协会和国际民用航空组织都将总部设在魁北克。金融、傳媒、信息技術、生物技術以及製藥業等行業也是魁北克的支柱產業，知名的公司有3D技术服务商Softimage和Autodesk传媒娱乐部、电信业巨头加拿大贝尔集團、金融業蒙特利尔银行等。

## 教育

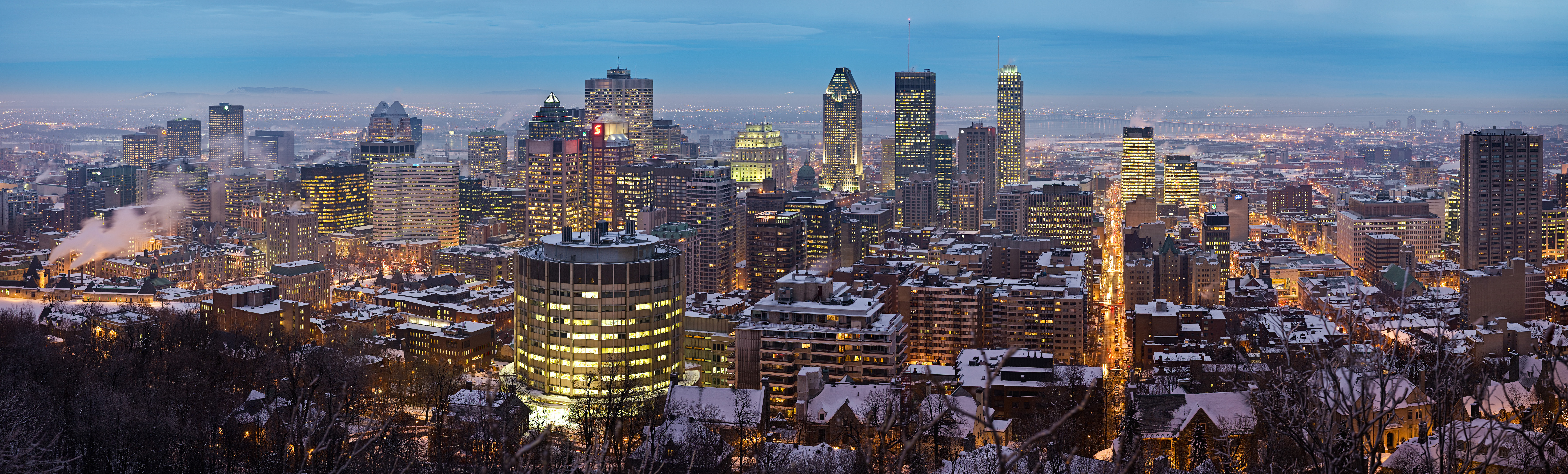
蒙特利尔夜景

虽然法语为魁北克的官方语言，但是根据加拿大政府通过的《官方语言法令》和《加拿大权利与自由宪章》第十六条中，英语和法语均被认可为加拿大的官方语言，因此该省既有法语學校也有英语學校。除學前班、小學、中學和大學外，魁北克有全加拿大特有的CEGEP系统。该省的魁北克大学是加拿大最庞大的大学系统，有超过87,000名学生。位于省府魁北克市的拉瓦尔大学是世界著名的法语学府，坐落于蒙特利尔的英语学府麦吉尔大学是加拿大最古老的高等院校，在全球享负盛誉，被视为“加拿大的哈佛”，为加拿大培养了12位诺贝尔奖得主和3位加拿大总理。此外该省还有英语学府康考迪亚大学、主教大学及法语学府蒙特利尔大學、舍布鲁克大学。

## 文化
魁北克人是美洲最大的法语族裔。大部分说法语的加拿大人住在魁北克。其它加拿大法语聚居区，多数和魁北克有着程度不一的联系（大西洋省份的阿卡迪亚人除外）。
蒙特利尔是仅次于金沙萨与巴黎的第三大法语城市。由于历史原因，魁北克成了多种文化交融的地方。全世界各国的人来到这里体验北美，却又和北美主流保持了一段小距离。魁北克经常被描述为欧洲和美洲的十字路口，在这里，人们可以同时体验到美国、法国和英国文化的魅力。
魁北克也是11个原住民文化的故乡，省内还有六十万左右的英语少数民族。

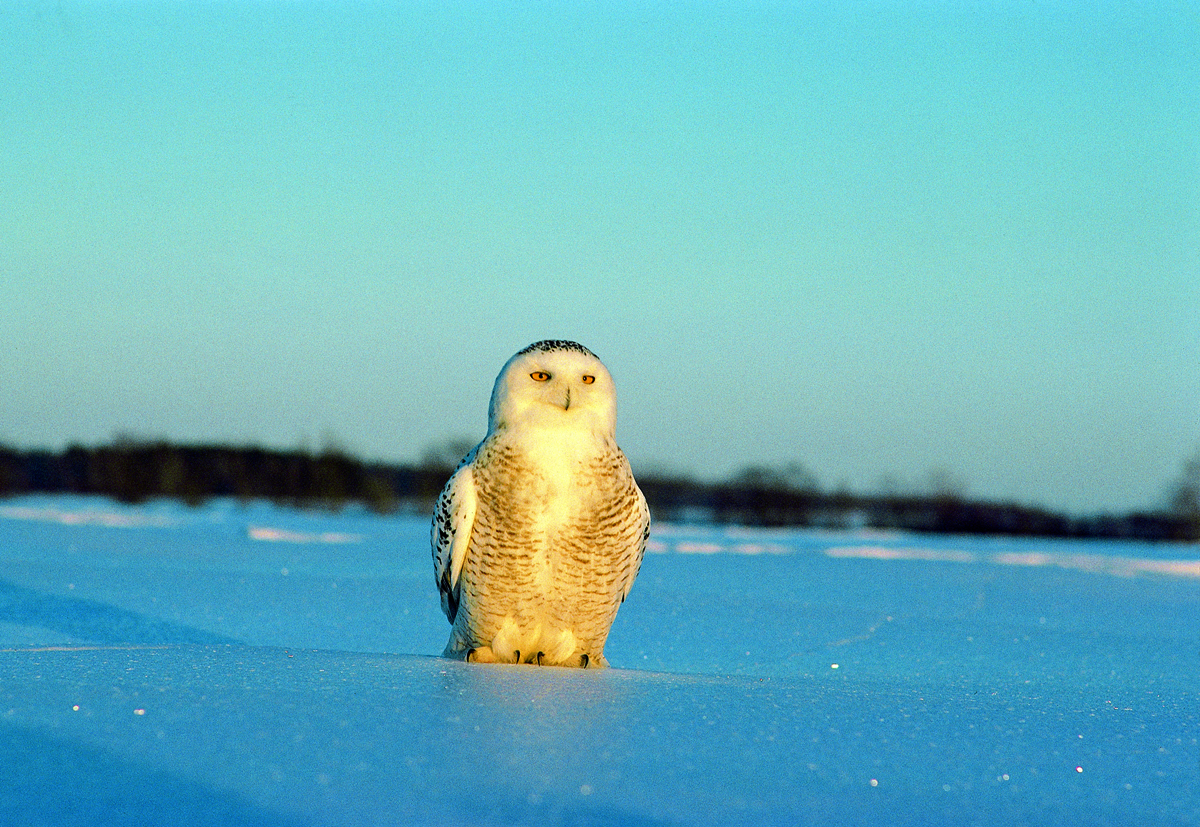
魁北克国鸟为雪鸮

魁北克的格言是（我牢记在心），这句话的原文是：（我牢记在心，我是在百合花（法国王室纹章花形）下出生的，在玫瑰花（英格蘭王室纹章花形）下长大的。）这句话刻在魁北克省议会大楼的前面。魁北克国徽及車牌上也有这句话。
魁北克的图案象征是鸢尾花，一般为白色蓝底。魁北克国旗是蓝底白色十字，四角各有一朵鸢尾。这个旗帜是1948年被确定为省旗的。国徽顶部为三朵黄色百合，象征法国王室。中部为代表英国王室的金狮，下部为代表本地人民的三叶枫树枝。魁北克国花为鸢尾。魁北克曾经用百合花（法国的象征）作为国花，后被本地产的鸢尾替代。魁北克国鸟为雪鸮。魁北克国树为黄桦树（bouleau jaune, merisier）。
魁北克的守护聖人是聖若翰洗者。自1977年来，圣若翰日（6月24日）是魁北克国庆日。民族主义者所作的歌曲“国家的人民”（Gens du pays）常被当作魁北克的非正式国歌。
魁北克有时候也被称做（美丽省）。70年代前这个词组被用在汽车牌照上。70年代以后被官方格言（我牢記在心）所替代。

## 人口
- 总人口：8,501,833（2021年）[39]
- 人口增长率：4.1%（2016-2021年）[40]
- 出生率：9.5‰（2020年）[41]
- 死亡率：8.7‰（2020年）[42]
- 婴儿死亡率：4.3‰（2020年）[43]
- ：（2020年）[44]
  - 男：80.6
  - 女：84.0
- 城镇人口：81.1%（2016年）[45]
- 母语：（2016年）[46]
  - 法语：6,377,080 (79.1%)
  - 英语：718,985 (8.9%)
  - 其他：1,173,345 (14.5%)
  - 汉语官話：45,530 (0.6%)

## 行政区划
魁北克被分为17个行政“大区”，分别是：
- 下圣劳伦斯
- 萨格奈-圣让湖
- 首府
- 莫里西
- 埃斯特里
- 蒙特利爾
- 烏塔韋
- 阿比蒂比-泰米斯卡曼格
- 北岸
- 北魁北克
- 加斯佩西-马德莱娜群岛
- 绍迪耶尔-阿巴拉契亚
- 拉瓦勒
- 拉诺迪耶尔
- 洛朗蒂德
- 蒙泰雷吉
- 中魁北克

### 都会区
| 排名 | 都会区名稱                   | 2016人口  |
| ---- | ---------------------------- | --------- |
| 1    | 蒙特利尔 RMR                 | 4,098,927 |
| 2    | 魁北克城 RMR                 | 800,296   |
| 3    | 渥太华-加蒂诺 RMR (省内部分) | 332,057   |
| 4    | 舍布鲁克 RMR                 | 212,105   |
| 5    | 萨格奈 RMR                   | 160,980   |
| 6    | 三河城 RMR                   | 156,042   |
| 7    | 德拉蒙德维尔 AR              | 96,118    |
| 8    | 格兰比 AR                    | 85,056    |
| 9    | 圣亚森特 AR                  | 59,614    |
| 10   | 里穆斯基 AR                  | 55,349    |
| 11   | 沙威尼根 AR                  | 54,181    |
| 12   | 若利耶特 AR                  | 49,439    |
| 13   | 鲁安诺兰达 AR                | 49,151    |
| 14   | 索勒尔-特拉西 AR             | 42,334    |
| 15   | 萨拉贝里-德瓦利菲尔德 AR     | 41,629    |

## 参閲
- 清晰法案
- 法国
- 魁北克省警察局(Sûreté du Québec; Quebec Provincial Police)